# Orbita circolare

La figura mostra diversi tipi di traiettorie. Quella circolare è indicata in grigio.

In meccanica celeste, in particolare in astrodinamica, un'orbita circolare è un'orbita ellittica con eccentricità uguale a zero.

## Velocità
Sotto le ipotesi standard la velocità orbitale ({\displaystyle v}) di un corpo che si muove in orbita circolare, può essere calcolata come:
{\displaystyle v={\sqrt {\mu  \over {r}}}}
dove:
- {\displaystyle r} è il raggio dell'orbita equivalente alla distanza radiale del corpo orbitante calcolata a partire dal centro del corpo stesso,
- {\displaystyle \mu } è la costante gravitazionale planetaria.

Conclusione:
- la velocità è costante lungo tutta la traiettoria.

## Periodo orbitale
Sotto le ipotesi standard il periodo orbitale ({\displaystyle T}) di un corpo che si muove in orbita circolare, può essere calcolata come:
{\displaystyle T={2\pi  \over {\sqrt {\mu }}}r^{3 \over {2}}}
dove:
- {\displaystyle r} è il raggio dell'orbita equivalente alla distanza radiale del corpo orbitante calcolata a partire dal centro del corpo stesso,
- {\displaystyle \mu } è la costante gravitazionale planetaria.

## Energia
Sotto le ipotesi standard, l'energia orbitale specifica ({\displaystyle \varepsilon }) è negativa e l'equazione orbitale della conservazione dell'energia per questa orbita prende la forma:
{\displaystyle {v^{2} \over {2}}-{\mu  \over {r}}=-{\mu  \over {2r}}=\varepsilon <0}
dove:
- {\displaystyle v} è la velocità orbitale del corpo orbitante,
- {\displaystyle r} è il raggio dell'orbita equivalente alla distanza radiale del corpo orbitante calcolata a partire dal centro del corpo stesso,
- {\displaystyle \mu } è la costante gravitazionale planetaria.

Il teorema del viriale dice che:
- l'energia potenziale di un sistema è equivalente al doppio dell'energia cinetica
- l'energia cinetica di un sistema è uguale all'opposto dell'energia totale

Ne segue che la velocità di fuga - la velocità minima che un oggetto, senza alcuna successiva propulsione, deve avere in una certa posizione per potersi allontanare indefinitamente da un campo a cui è soggetto - ad una distanza {\displaystyle r} dal corpo attrattore è pari a √2 volte la velocità di un'orbita circolare alla stessa distanza. In condizioni di fuga, l'energia totale è zero.

## Equazione della conica
Sotto le ipotesi standard, la distanza tra l'attrattore ed il corpo orbitante è costante e diventa:
{\displaystyle r={{h^{2}} \over {\mu }}}
dove:
- {\displaystyle r}  è il raggio dell'orbita equivalente alla distanza radiale del corpo orbitante calcolata a partire dal centro del corpo stesso,
- {\displaystyle h} è il momento angolare orbitale specifico dell'oggetto orbitante,
- {\displaystyle \mu } è la costante gravitazionale planetaria.

## Delta-v necessaria per un'orbita circolare
Il trasferimento orbitale da un'orbita terrestre bassa verso un'orbita circolare larga, come ad esempio è un'orbita geostazionaria, richiede un delta-v maggiore di quello corrispondente al trasferimento su di un'orbita di fuga, benché la seconda permetta di raggiungere qualunque distanza ed abbia un'energia meccanica specifica maggiore. Si veda la voce sul trasferimento alla Hohmann.